# Liste des gouverneurs du New Jersey
| Parti | Parti                 | Gouverneurs |
| ----- | --------------------- | ----------- |
|       | Républicain           | 17          |
|       | Démocrate             | 28          |
|       | Républicain-démocrate | 3           |
|       | Whig                  | 4           |
|       | Fédéraliste           | 4           |

Ceci est une liste des personnes ayant occupé le poste de gouverneur du New Jersey de 1776 à aujourd'hui. Le gouverneur du New Jersey est le chef de la branche exécutive du gouvernement de l'État du New Jersey et le commandant en chef des forces militaires de l'État. Le gouverneur a le devoir de faire respecter les lois des États et le pouvoir d'approuver les projets de loi adoptés par la législature du New Jersey ou d'y mettre son veto, de convoquer celle-ci et d'accorder des grâces, sauf en cas de trahison ou d'impeachment.
Traditionnellement, seuls ceux qui ont été élus sont comptabilisés dans la liste des gouverneurs. Ainsi William Livingston est souvent considéré comme le premier gouverneur du New Jersey. Cependant, une loi promulguée le 10 janvier 2006 autorisait les intérimaires à bénéficier effectivement de ce titre à partir de 180 jours de présence à leur poste, passant d'acting governor (gouverneur par intérim) à governor. Ceci changea rétrospectivement les titres de Donald DiFrancesco et Richard Codey ainsi que la numérotation de Jim McGreevey dans la liste.
Le gouverneur actuel est Phil Murphy, qui a pris ses fonctions le 16 janvier 2018.

## Gouverneurs sous le gouvernement représentatif (depuis 1776)

### Gouverneurs sous la Constitution du New Jersey de 1776 (1776-1844)
| No  | Nom                        | Mandat                           | Parti | Parti                 | Notes       |
| --- | -------------------------- | -------------------------------- | ----- | --------------------- | ----------- |
| 1   | William Livingston         | 27 août 1776-25 juillet 1790     |       | Fédéraliste           |             |
| AG  | Elisha Lawrence            | 25 juillet 1790-30 octobre 1790  |       | Fédéraliste           | Par intérim |
| 2   | William Paterson           | 30 octobre 1790-30 mars 1793     |       | Fédéraliste           |             |
| AG  | Thomas Henderson           | 30 mars 1793-3 juin 1793         |       | Fédéraliste           | Par intérim |
| 3   | Richard Howell             | 3 juin 1793-31 octobre 1801      |       | Fédéraliste           |             |
| 4   | Joseph Bloomfield          | 31 octobre 1801-15 novembre 1802 |       | Républicain-démocrate |             |
| AG  | John Lambert               | 15 novembre 1802-29 octobre 1803 |       | Républicain-démocrate | Par intérim |
| (4) | Joseph Bloomfield          | 29 octobre 1803-29 octobre 1812  |       | Républicain-démocrate |             |
| 5   | Aaron Ogden                | 29 octobre 1812-29 octobre 1813  |       | Fédéraliste           |             |
| 6   | William Sanford Pennington | 29 octobre 1813-19 juin 1815     |       | Républicain-démocrate |             |
| AG  | William Kennedy            | 19 juin 1815-26 octobre 1815     |       | Républicain-démocrate |             |
| 7   | Mahlon Dickerson           | 26 octobre 1815-1er février 1817 |       | Républicain-démocrate |             |
| 8   | Isaac Halstead Williamson  | 1er février 1817-30 octobre 1829 |       | Démocrate             |             |
| -   | Garret D. Wall             |                                  |       | Démocrate             |             |
| 9   | Peter Dumont Vroom         | 30 octobre 1829-26 octobre 1832  |       | Démocrate             |             |
| 10  | Samuel Lewis Southard      | 26 octobre 1832-27 février 1833  |       | Whig                  |             |
| 11  | Elias P. Seeley            | 27 février 1833-23 octobre 1833  |       | Whig                  |             |
| (9) | Peter Dumont Vroom         | 23 octobre 1833-28 octobre 1836  |       | Démocrate             |             |
| 12  | Philemon Dickerson         | 28 octobre 1836-27 octobre 1837  |       | Démocrate             |             |
| 13  | William Pennington         | 27 octobre 1837-27 octobre 1843  |       | Whig                  |             |
| 14  | Daniel Haines              | 27 octobre 1843-21 janvier 1845  |       | Démocrate             |             |

### Gouverneurs sous la Constitution du New Jersey de 1844 (1844-1946)
| No   | Nom                     | Mandat                           | Parti | Parti       | Notes       |
| ---- | ----------------------- | -------------------------------- | ----- | ----------- | ----------- |
| 15   | Charles C. Stratton     | 21 janvier 1845-18 janvier 1848  |       | Whig        |             |
| (14) | Daniel Haines           | 18 janvier 1848-21 janvier 1851  |       | Démocrate   |             |
| 16   | George F. Fort          | 21 janvier 1851-17 janvier 1854  |       | Démocrate   |             |
| 17   | Rodman M. Price         | 17 janvier 1854-20 janvier 1857  |       | Démocrate   |             |
| 18   | William A. Newell       | 20 janvier 1857-17 janvier 1860  |       | Républicain |             |
| 19   | Charles S. Olden        | 17 janvier 1860-20 janvier 1863  |       | Républicain |             |
| 20   | Joel Parker             | 20 janvier 1863-16 janvier 1866  |       | Démocrate   |             |
| 21   | Marcus L. Ward          | 16 janvier 1866-19 janvier 1869  |       | Républicain |             |
| 22   | Theodore F. Randolph    | 19 janvier 1869-16 janvier 1872  |       | Démocrate   |             |
| (20) | Joel Parker             | 16 janvier 1872-19 janvier 1875  |       | Démocrate   |             |
| 23   | Joseph D. Bedle         | 19 janvier 1875-15 janvier 1878  |       | Démocrate   |             |
| 24   | George McClellan        | 15 janvier 1878-18 janvier 1881  |       | Démocrate   |             |
| 25   | George C. Ludlow        | 18 janvier 1881-15 janvier 1884  |       | Démocrate   |             |
| 26   | Leon Abbett             | 15 janvier 1884-18 janvier 1887  |       | Démocrate   |             |
| 27   | Robert Stockton Green   | 18 janvier 1887-21 janvier 1890  |       | Démocrate   |             |
| (26) | Leon Abbett             | 21 janvier 1890-17 janvier 1893  |       | Démocrate   |             |
| 28   | George T. Werts         | 17 janvier 1893-21 janvier 1896  |       | Démocrate   |             |
| 29   | John W. Griggs          | 21 janvier 1896-1er février 1898 |       | Républicain |             |
| -    | Foster M. Voorhees      | 1er février 1898-18 octobre 1898 |       | Républicain | Par intérim |
| -    | David Ogden Watkins     | 18 octobre 1898-21 janvier 1899  |       | Républicain | Par intérim |
| 30   | Foster M. Voorhees      | 21 janvier 1899-21 janvier 1902  |       | Républicain |             |
| 31   | Franklin Murphy         | 21 janvier 1902-17 janvier 1905  |       | Républicain |             |
| 32   | Edward C. Stokes        | 17 janvier 1905-21 janvier 1908  |       | Républicain |             |
| 33   | John Franklin Fort      | 21 janvier 1908-17 janvier 1911  |       | Républicain |             |
| 34   | Woodrow Wilson          | 17 janvier 1911-1er mars 1913    |       | Démocrate   |             |
| -    | James F. Fielder        | 1er mars 1913-28 octobre 1913    |       | Démocrate   | Par intérim |
| -    | Leon R. Taylor          | 28 octobre 1913-20 janvier 1914  |       | Démocrate   | Par intérim |
| 35   | James F. Fielder        | 20 janvier 1914-15 janvier 1917  |       | Démocrate   |             |
| 36   | Walter Evans Edge       | 15 janvier 1917-16 mai 1919      |       | Républicain |             |
| -    | William Nelson Runyon   | 16 mai 1919-13 janvier 1920      |       | Républicain | Par intérim |
| -    | Clarence E. Case        | 13 janvier 1920-20 janvier 1920  |       | Républicain | Par intérim |
| 37   | Edward I. Edwards       | 20 janvier 1920-15 janvier 1923  |       | Démocrate   |             |
| 38   | George Sebastian Silzer | 15 janvier 1923-19 janvier 1926  |       | Démocrate   |             |
| 39   | A. Harry Moore          | 19 janvier 1926-15 janvier 1929  |       | Démocrate   |             |
| 40   | Morgan Foster Larson    | 15 janvier 1929-19 janvier 1932  |       | Républicain |             |
| (39) | A. Harry Moore          | 19 janvier 1932-3 janvier 1935   |       | Démocrate   |             |
| -    | Clifford Ross Powell    | 3 janvier 1935-8 janvier 1935    |       | Républicain | Par intérim |
| -    | Horace Griggs Prall     | 8 janvier 1935-15 janvier 1935   |       | Républicain | Par intérim |
| 41   | Harold G. Hoffman       | 15 janvier 1935-18 janvier 1938  |       | Républicain |             |
| (39) | A. Harry Moore          | 18 janvier 1938-21 janvier 1941  |       | Démocrate   |             |
| 42   | Charles Edison          | 21 janvier 1941-18 janvier 1944  |       | Démocrate   |             |
| (36) | Walter Evans Edge       | 18 janvier 1944-21 janvier 1947  |       | Républicain |             |

### Gouverneurs sous la Constitution du New Jersey de 1947 (depuis 1947)
| No | Nom                    | Mandat                           | Parti | Parti       | Notes                        |
| -- | ---------------------- | -------------------------------- | ----- | ----------- | ---------------------------- |
| 43 | Alfred E. Driscoll     | 21 janvier 1947-19 janvier 1954  |       | Républicain |                              |
| 44 | Robert B. Meyner       | 19 janvier 1954-16 janvier 1962  |       | Démocrate   |                              |
| 45 | Richard J. Hughes      | 16 janvier 1962-20 janvier 1970  |       | Démocrate   |                              |
| 46 | William T. Cahill      | 20 janvier 1970-15 janvier 1974  |       | Républicain |                              |
| 47 | Brendan Byrne          | 15 janvier 1974-19 janvier 1982  |       | Démocrate   |                              |
| 48 | Thomas Kean            | 19 janvier 1982-16 janvier 1990  |       | Républicain |                              |
| 49 | James Florio           | 16 janvier 1990-18 janvier 1994  |       | Démocrate   |                              |
| 50 | Christine Todd Whitman | 18 janvier 1994-31 janvier 2001  |       | Républicain |                              |
| 51 | Donald DiFrancesco     | 31 janvier 2001-8 janvier 2002   |       | Républicain |                              |
| AG | John Farmer, Jr.       | 8 janvier 2002                   |       | Républicain | Par intérim                  |
| AG | John O. Bennett        | 8 janvier 2002-12 janvier 2002   |       | Républicain | Par intérim                  |
| AG | Richard Codey          | 12 janvier 2002-15 janvier 2002  |       | Démocrate   | Par intérim                  |
| 52 | James McGreevey        | 15 janvier 2002-15 novembre 2004 |       | Démocrate   |                              |
| 53 | Richard Codey          | 15 novembre 2004-17 janvier 2006 |       | Démocrate   | Par intérim, puis gouverneur |
| 54 | Jon Corzine            | 17 janvier 2006-19 janvier 2010  |       | Démocrate   |                              |
| 55 | Chris Christie         | 19 janvier 2010-16 janvier 2018  |       | Républicain |                              |
| 56 | Phil Murphy            | Depuis 16 janvier 2018           |       | Démocrate   |                              |

## Compléments